# Mitja Zupančič
Matija Zupančič, slovenski inženir gozdarstva, fitocenolog in akademik, * 25. december 1931, Ljubljana.

## Življenje in delo
Zupančič je leta 1962 diplomiral na ljubljanski BF in 1976 doktoriral na Gozdarski fakulteti v Sarajevu. Strokovno se je izpolnjeval na Dunaju (1967) in Poznanu (1970). V letih 1962−2000 je delal na Biološkem inštitutu Jovana Hadžija v Ljubljani, od 1982 kot znanstveni svetnik. V letih 1982-1992 je bil prvi direktor ZRC SAZU.
Zupančič se je v znanstveno-raziskovalnem delu posvetil fitocenološkim in fitigeografskim razmeram gozdne vegetacije Slovenije, posebno še geobotanični povezanosti s srednjeevropskim, balkanskim in sredozemskim rastlinjem. Proučeval je tudi vegetacijo smrekovih gozdov. Prispeval je k pripravi in izdelavi podrobnih in posplošenih vegetacijskih kart za znanstvene in aplikativne namene, posebej za gozdarstvo. V 80. letih 20. stoletja je bil glavni redaktor projekta Vegetacijska karta Jugoslavije.                             Do leta 2016 je bil glavni in odgovorni urednik znanstvene revije Folia biologica et geologica. Leta 1993 je postal izredni, 2001 pa redni član SAZU.. Slovensko botanično društvo ga je marca leta 2017 izvolilo za svojega častnega člana.
Slovenska znanstvena fundacija mu je 2024 podelila priznanje Prometej znanosti. 